# Ciento ocho
El ciento ocho (108) es el número natural que sigue al 107 y precede al 109, ambos números primos.

## En matemáticas
- Es un número compuesto, que tiene los siguientes factores propios: 1, 2, 3, 4, 6, 9, 12, 18, 27, 36 y 54.
- Como la suma de sus factores es 172 > 108, se trata de un número abundante.
- Es un número de Harshad.

## En ciencia
- Es el número atómico del hassio.

## En otros campos
El número 108 es considerado sagrado en varias religiones orientales, incluyendo el Hinduismo, el Budismo y el Jainismo. 